# Dekadrachme

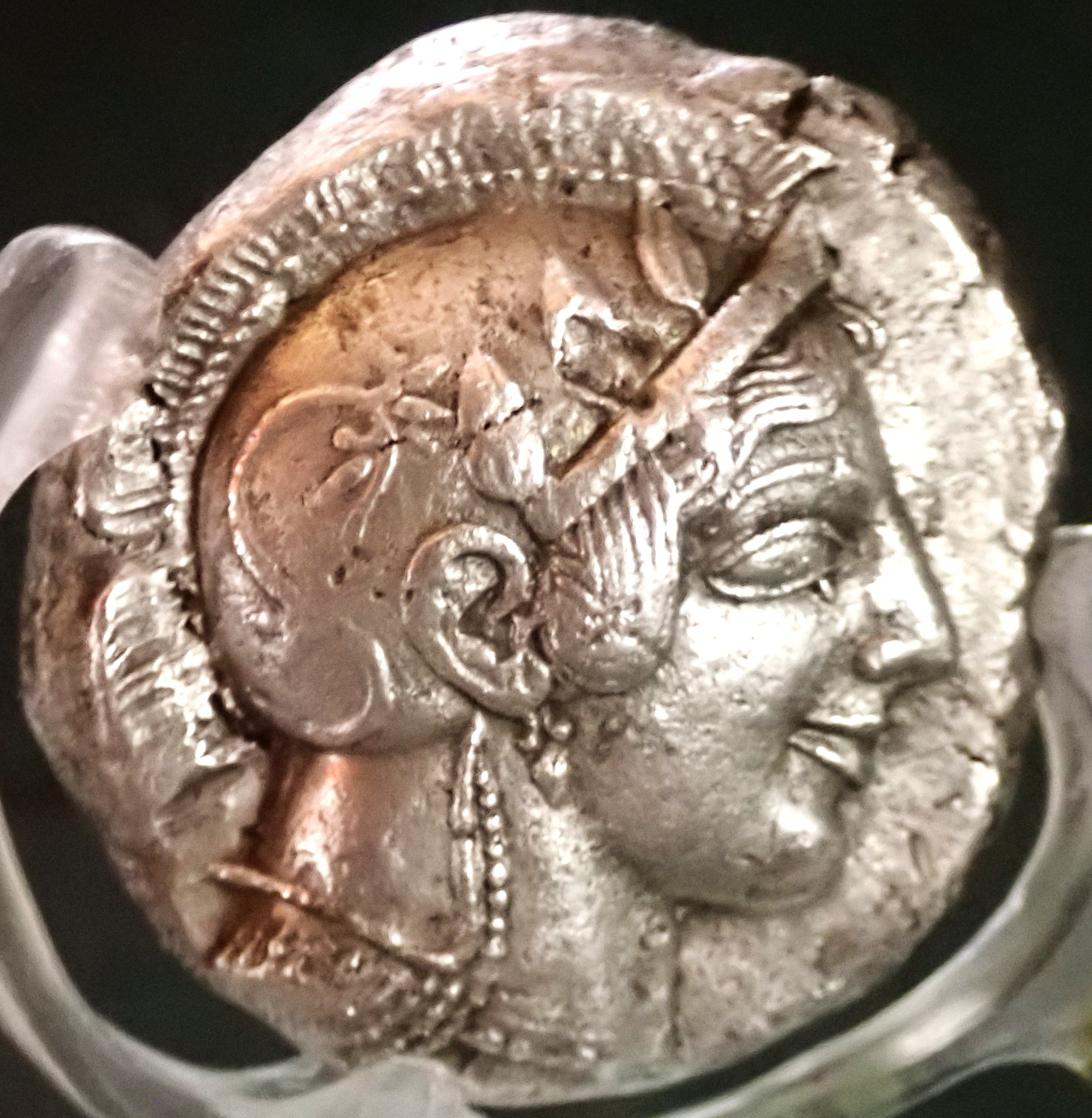
Athener Dekadrachme, Avers, Kopf der Athena

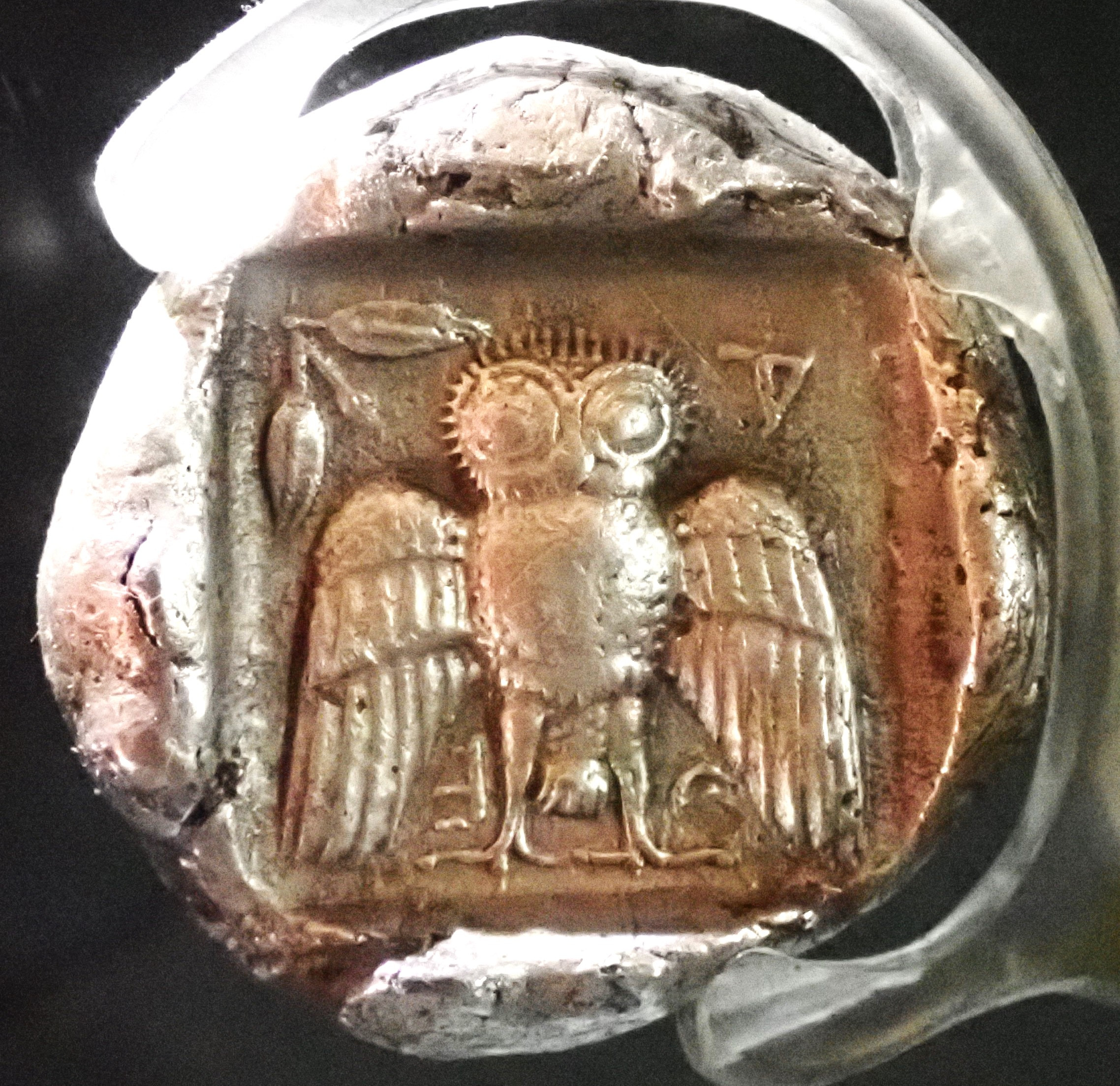
Athener Dekadrachme, Revers, Eule mit gespreizten Flügeln

Die Dekadrachme  (gr. δεκάδραχμος) war die größte griechische Silbermünze der Antike. Sie hatte einen Wert von zehn Drachmen und wurde nur sehr selten geprägt. Insbesondere die Mitte des 5. Jahrhunderts v. Chr. geprägte Athener Dekadrachme, mit dem Kopf der Athena auf dem Avers und einer frontal stehenden Eule mit abgespreizten Flügeln auf dem Revers, ist ein sehr seltenes, aber bekanntes Nominal. Sehr viel häufiger wurde die Tetradrachme im Wert von vier Drachmen geprägt. Die Bedeutung der Dekadrachmen ist nicht abschließend geklärt. Einer Theorie nach könnte sie nach dem Sieg am Eurymedon im Jahr 467 v. Chr. als Erinnerung geprägt worden sein.